# Renommésnyltning
Renommésnyltning innebär att en näringsidkare i sin marknadsföring otillåtet knyter an till en annan näringsidkares verksamhet, starka kännetecken, varumärken, produkter, namn eller liknande. Detta kan yttra sig i att man helt eller delvis plagierar ett företags logotyp eller efterliknar annans produkt. Ett villkor är att det som utnyttjats är känt på marknaden, så att det förknippas med den andre näringsidkarens renommé.
Varumärken har fått en allt större ekonomisk betydelse på marknaden. De är ofta företagets största tillgång och vikten av att ha ett fullgott skydd mot snyltning är väsentlig. Då marknadsföring och ett goodwilluppbyggande innebär stora ekonomiska uppoffringar, är det frestande att kringgå detta och istället välja att snylta på någon annans redan kända varumärke eller produkt.

## I Sverige
I hittillsvarande praxis har renommésnyltning ansetts vara i strid med god marknadsföringssed enligt 5 § Marknadsföringslagen.
Det otillbörliga består enligt Marknadsdomstolen i att den snyltande till sin egen ekonomiska fördel utnyttjar det värde som ligger i en positiv föreställning hos konsumenterna, vilken skapats genom insatser av den andre näringsidkaren. Ett sådant utnyttjande är typiskt sett också ägnat att i en eller annan form skada den utsatte näringsidkaren och försämra konsumenternas marknadsöverblick.

### Rättsfall
- Marknadsdomstolen har i dom 2010:04 förbjudit företag att vid vite av sjuhundrafemtiotusen (750 000) kr vid marknadsföring av energidrycker använda förpackningar som genom sitt helhetsintryck lätt kan förväxlas med energidrycken Red Bull.[2]
- I mål mellan Svenska Spel och Ladbrokes har Ladbrokes ansetts renommésnylta på Svenska Spel.[3]

En första förutsättning för att renommésnyltning ska anses föreligga är att det som utnyttjas är känt på marknaden så att det förknippas med en annan näringsidkares verksamhet. Det som utnyttjas måste ha ett positivt uppmärksamhetsvärde i betydelsen kommersiellt renommé. I Marknadsdomstolens dom 2009:12 konstaterades att produkten inte var känd på marknaden varför talan ogillades och anmälande bolag fick betala motpartens rättegångskostnader med närmare 500 000 kr.

### Brottsligt förfarande
Är varumärke skyddat genom registrering eller inarbetning utgör renommésnyltning även brott mot 8 kap. 1 § varumärkeslagen. Påföljden är böter eller fängelse.